# Olympische Sommerspiele 1996/Teilnehmer (Botswana)
| Gelbes Symbol für Goldmedaillen mit stilisierten Olympischen Ringen | Graues Symbol für Silbermedaillen mit stilisierten Olympischen Ringen | Braundes Symbol für Bronzemedaillen mit stilisierten Olympischen Ringen |
| ------------------------------------------------------------------- | --------------------------------------------------------------------- | ----------------------------------------------------------------------- |
| —                                                                   | —                                                                     | —                                                                       |

Botswana nahm bei den Olympischen Sommerspielen 1996 in der US-amerikanischen Metropole Atlanta mit sieben männlichen Sportlern in vier Wettbewerben in zwei Sportarten teil.
Seit 1980 war es die fünfte Teilnahme Botswanas bei Olympischen Sommerspielen.

## Flaggenträger
Der Leichtathlet Justice Dipeba  trug die Flagge Botswanas während der Eröffnungsfeier am 19. Juli im Centennial Olympic Stadium.

## Teilnehmer
Der jüngste Teilnehmer Botswanas war der Leichtathlet Rampa Mosveu mit 21 Jahren und 58 Tagen, der älteste war Benjamin Keleketu, der ebenfalls in der Leichtathletik startete, mit 31 Jahren und 180 Tagen.
| Name               | Alter | Geschlecht | Sportart       | Resultat(e)                                          |
| ------------------ | ----- | ---------- | -------------- | ---------------------------------------------------- |
| Keteng Baloseng    | 29    | männlich   | Leichtathletik | Platz 5 im fünften Vorlauf mit der 400-Meter-Staffel |
| Justice Dipeba     | 22    | männlich   | Leichtathletik | Platz 5 im zehnten Vorlauf über 200 Meter            |
| Modiradilo Healer  | 26    | männlich   | Boxen          | Platz 17 im Leicht-Fliegengewicht                    |
| Benjamin Keleketu  | 31    | männlich   | Leichtathletik | Marathon                                             |
| Johnson Kubisa     | 24    | männlich   | Leichtathletik | Platz 5 im fünften Vorlauf mit der 400-Meter-Staffel |
| Agrippa Matshameko | 26    | männlich   | Leichtathletik | Platz 5 im fünften Vorlauf mit der 400-Meter-Staffel |
| Rampa Mosveu       | 21    | männlich   | Leichtathletik | Platz 5 im fünften Vorlauf mit der 400-Meter-Staffel |